# Chemicals + Circuitry
Chemicals + Circuitry è il quarto EP del gruppo musicale olandese Grendel, pubblicato il 27 novembre 2009 in Europa ed il 12 dicembre in Nord America.

## Tracce
1. Chemicals + Circuitry
2. Shortwired
3. Serotonin Rush
4. Chemicals + Circuitry (Komor Kommando Remix)
5. Shortwired (Synthetic Dream Foundation Remix)
6. Chemicals + Circuitry (Dym Remix)
7. Shortwired (Statik Sky Remix)
8. Chemicals + Circuitry (Studio-X Remix)
9. Shortwired (Thomas Rainer Remix)
10. Chemicals + Circuitry (Modulate Remix)